# All Hope Is Gone (sang)
"All Hope Is Gone" er en sang fra det amerikanske heavy metal band Slipknot på deres album All Hope Is Gone.